# Hotel Bristol (Czernowitz)

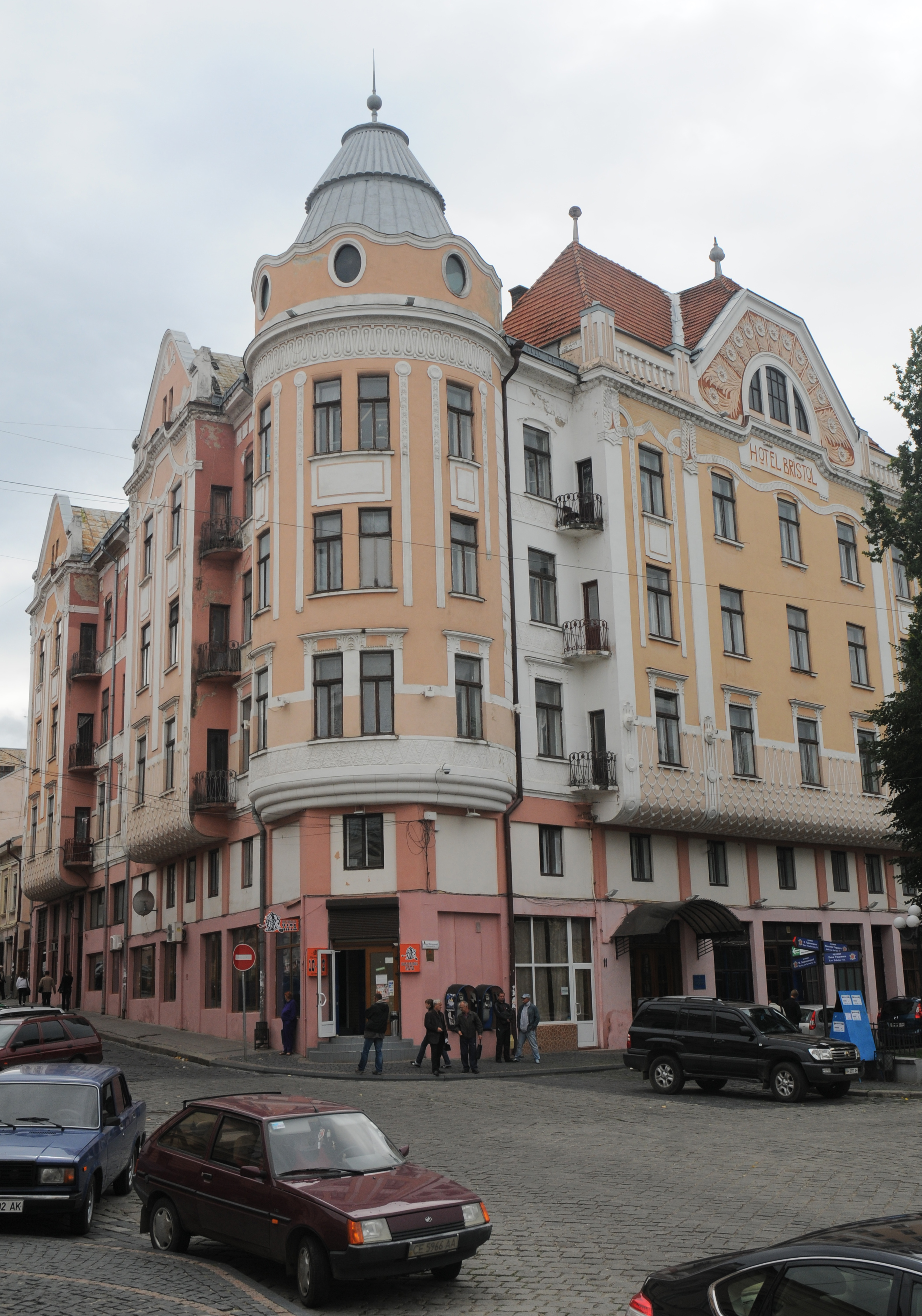
Ehemaliges Hotel Bristol Czernowitz

Das Hotel Bristol Czernowitz war ein Hotel am Rudolfsplatz in Czernowitz. Das Gebäude wurde von 1905 bis 1907 errichtet. Architektonisch orientierte sich das Gebäude am Wiener Jugendstil. Das Hotel zählte vier Etagen. Im Erdgeschoss befand sich ein Restaurant.

## Geschichte
Am 24. November 1907 wurde das Hotel mit 65 (später 75) Zimmern eröffnet. Betrieben wurde es von Josef Landau, der auch Inhaber des Cafés Habsburg war, aber 1908 bereits starb. Ab 1908 leitete daher Philipp Rosenzweig das Hotel. Im September 1908 fand in dessen Räumen die Konferenz für die jiddische Sprache statt, deren Teilnehmer, Persönlichkeiten wie die Schriftsteller Schalom Asch, Hirsch David Nomberg und Karl Kraus, im Hotel übernachteten. Von 1921 bis 1922 befand sich im Hotel Bristol übergangsweise infolge des Zusammenbruchs Österreichs-Ungarns nach dem Ersten Weltkrieg das österreichische Konsulat. Seit 1944 gehört das Gebäude zur medizinischen Fakultät der Nationalen Jurij-Fedkowytsch-Universität Czernowitz und dient seitdem als Studentenwohnheim.